# 淮滨站
淮滨站，位于中华人民共和国河南省信阳市淮滨县，是京九铁路上的火车站，建于1996年，该站2005年5月15日前由南昌铁路局管辖，其后划归由武汉铁路局麻城车务段管辖。

## 歷史
- 建于1996年。

## 外部連結
- 中国铁路客户服务中心 （页面存档备份，存于）